# Zdrojki (powiat turecki)
Zdrojki – osada leśna w Polsce położona w województwie wielkopolskim, w powiecie tureckim, w gminie Turek.
W latach 1975–1998 miejscowość należała administracyjnie do województwa konińskiego.